# NGC 6699
NGC 6699 est une galaxie spirale intermédiaire située dans la constellation du Paon. Sa vitesse par rapport au fond diffus cosmologique est de 4 532 ± 26 km/s, ce qui correspond à une distance de Hubble de 66,9 ± 4,7 Mpc (∼218 millions d'al). NGC 6699 a été découverte par l'astronome britannique John Herschel en 1834.

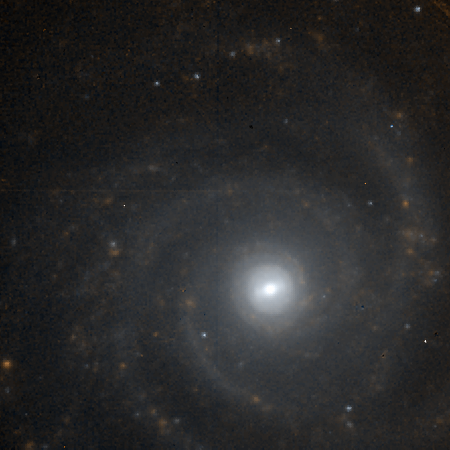
NGC 6699 par le télescope spatial Hubble.

La classe de luminosité de NGC 6699 est II-III et elle présente une large raie HI.
À ce jour, une mesure non basée sur le décalage vers le rouge (redshift) donne une distance d'environ 66,000 Mpc (∼215 millions d'al). Cette valeur est à l'intérieur des valeurs de la distance de Hubble.